# سسنا ۱۵۲
سسنا ۱۵۲ (به انگلیسی: Cessna 152) یک هواگرد ساختِ کارخانهٔ سسنا در کشور ایالات متحده آمریکا است که در سال ۱۹۷۷–۱۹۸۵ ساخته شد.